# Aldgate (metrostation)
Aldgate is een station van de metro van Londen aan de Metropolitan Line en Circle Line in de wijk Aldgate. Het station is geopend in 1876.

## Geschiedenis
In 1863 overwoog het parlement verschillende routes voor de verlenging van de metro door de binnenstad ten oosten van Moorgate. De eerst voorgestelde route liep van Moorgate naar het zuiden tot Cannon Street, maar dit werd al snel aangepast aan het gerealiseerde traject omdat daarmee nog drie kopstations, Liverpool Street, Broad Street en Fenchurch Street, een aansluiting op de metro zouden krijgen wat tenslotte de reden was om de metro te bouwen. Deze verandering dwong echter ook tot een onhandige viersporigheid bij Aldgate, waardoor het onaantrekkelijk werd voor plaatselijk verkeer en de bouwkosten aanzienlijk stegen vanwege de hoge prijzen in de City of London. De locatie maakte de bouw ook ingewikkeld omdat het station zich op de plaats van een pestput achter St Botolph's Aldgate bevindt die naar schatting 1.000 lichamen bevatte.
Aldgate werd door de Metropolitan Railway geopend als eindpunt op 18 november 1876 met de ingang aan Aldgate High Street, acht jaar later werd iets verder naar het oosten Aldgate East. In 1868 was begonnen met de realisatie van de Inner Circle, de latere Circle Line door een samenwerking van de Metropolitan Railway en de District Railway. Het sluitstuk van deze ringlijn was de verlenging ten zuiden van Aldgate naar Tower Hill op 25 september 1882.
Op 7 juli 2005 was het station een van de locaties van de aanslagen in Londen op 7 juli 2005. Een van de vier zelfmoordterroristen bracht in een metrostel van type C, dat van Liverpool Street naar Aldgate reed, een bom tot ontploffing waarbij zeven reizigers om het leven kwamen. Van de stations die door de aanslagen werden getroffen, was Aldgate het eerste dat heropend werd, na het politie-onderzoek. Nadat de beschadigde tunnel was gerepareerd door ingenieurs werden de lijnen heropend. De Metropolitan Line die door de aanslag bij Aldgate was ingekort tot Moorgate kon weer over de volle lengte gebruikt worden. 

## Ligging en inrichting
Het station ligt in een uitgraving tussen Aldgate High Street aan de zuidkant en St Botolph Street aan de noordkant. De stationskap uit 1876 is sinds 1926 verborgen door een stationsgebouw naar een ontwerp van Charles Walter Clark, de hoofdarchitect van de Metropolitan Railway, tussen 1911 en 1933. Dit gebouw staat aan de zuidkant, terwijl de stationskap vanaf de noordkant nog zichtbaar is vanaf de straat. Het stationsgebouw heeft een gevel met zes traveeën bekleed met witte faience. De metro-ingang beslaat drie traveeën, de andere zijn winkelpuien met groen marmer en roze granieten staanders. Boven de metro-ingang hangt een halfzeshoekige luifel van glas en metaal. Boven de luifel hangen twee decoratieve lampbeugels aan de gevel. De eerste verdieping heeft glas-in-lood ramen en bovenaan een kroonlijst. Op de fries onder de kroonlijst zijn de stationsnaam en monogrammen van de Metropolitan Railway aangebracht met gegoten letters.

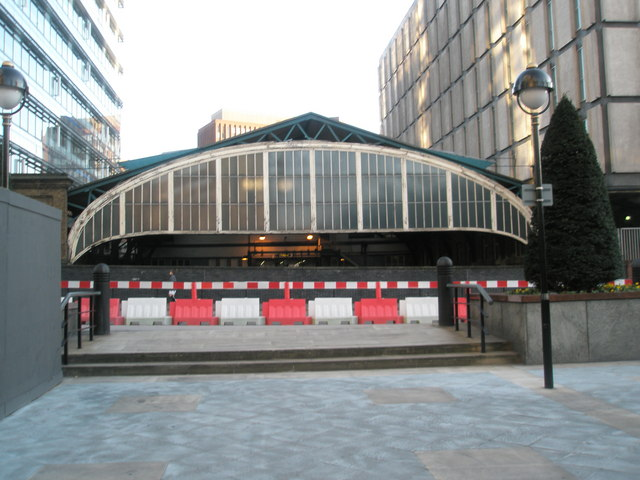
De stationskap uit 1876 gezien uit het noorden.
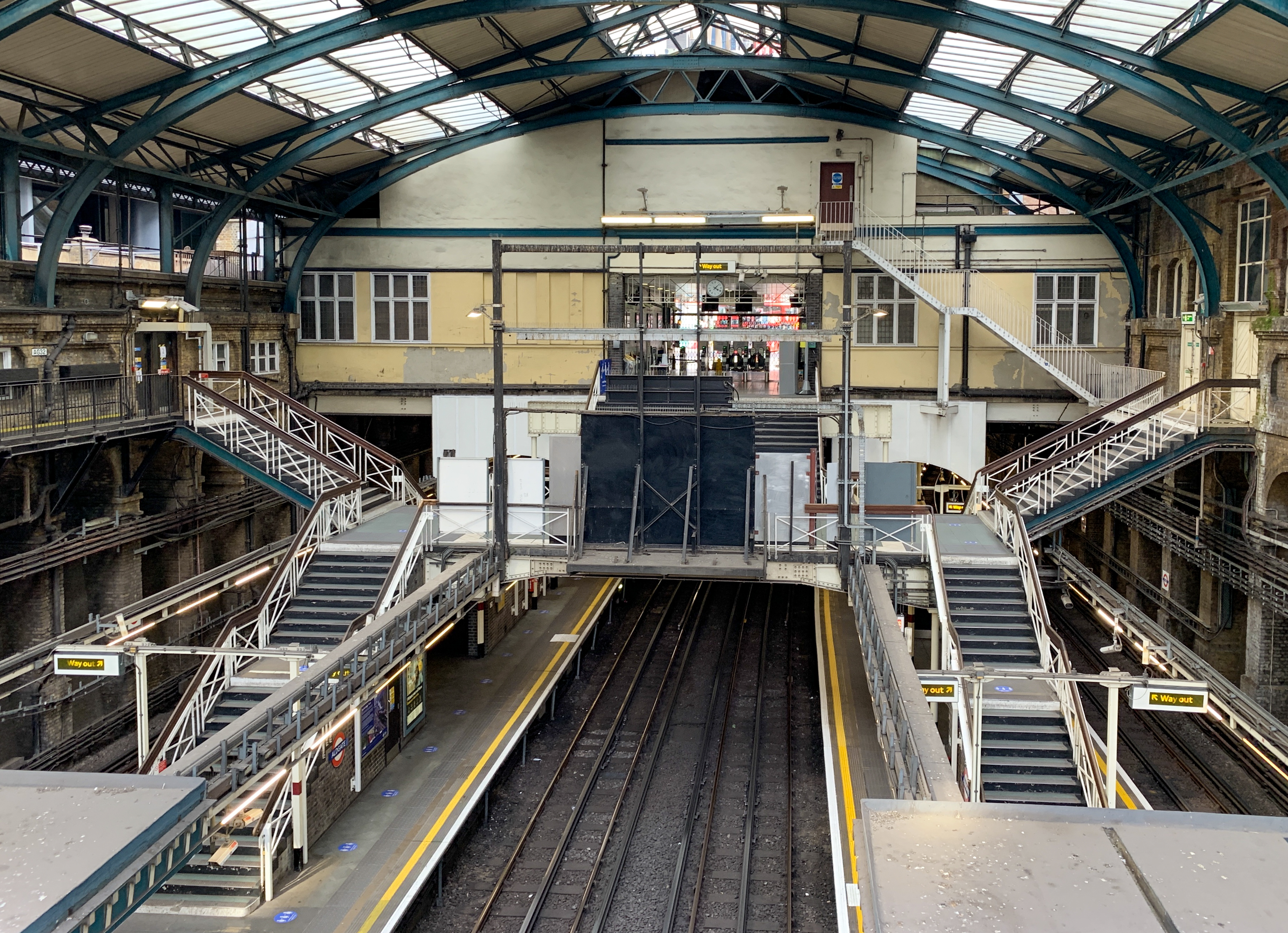
Onder de kap.
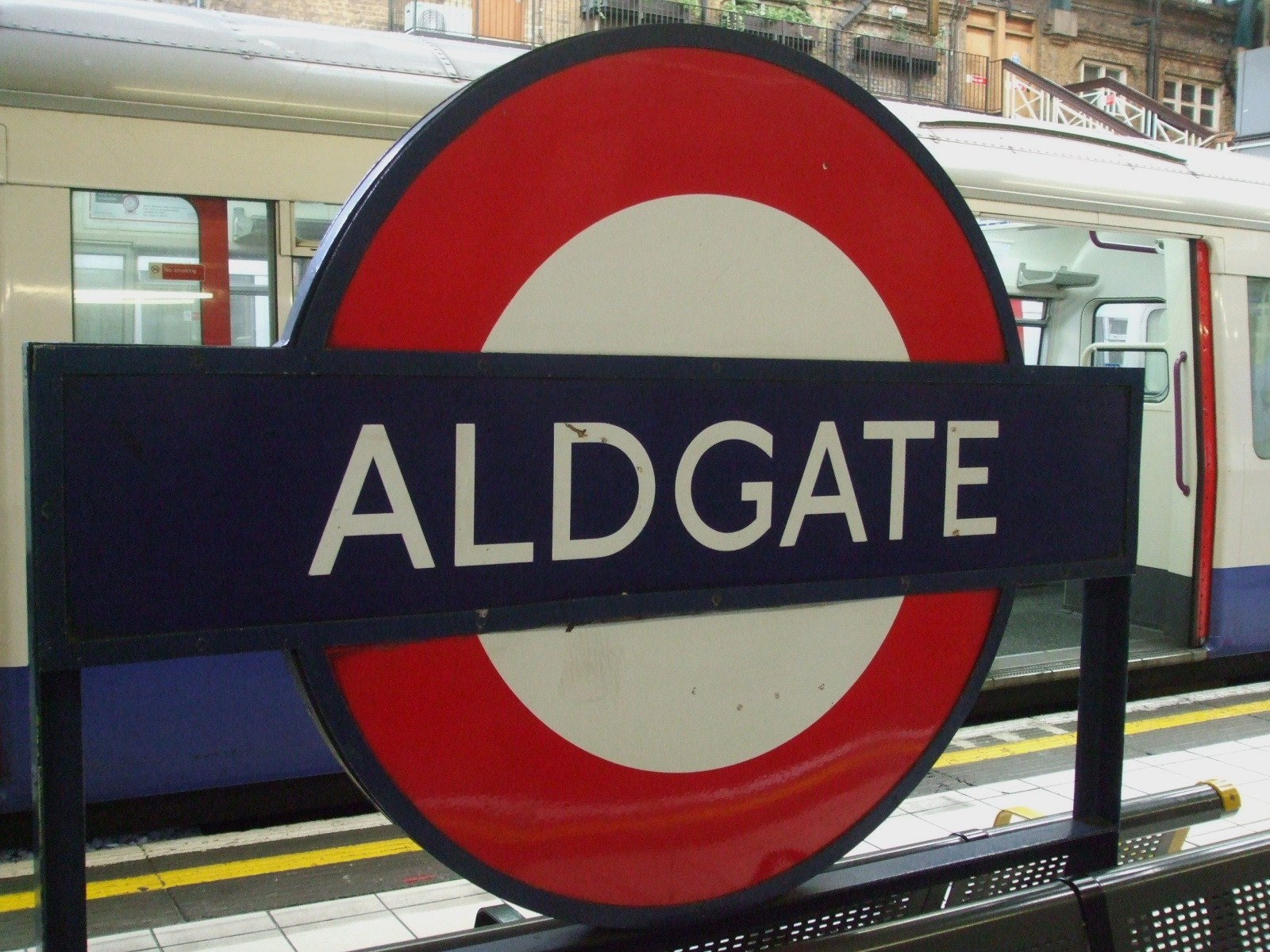
De stationsnaam op het perron.

## Reizigersdienst
De diensten van Aldgate liepen oorspronkelijk verder naar het westen dan nu, tot aan Richmond .Aldgate werd geopend in 1876 met zijn ingang aan Aldgate High Street. Een station genaamd Aldgate East opende acht jaar later in de buurt en wordt bediend door de District Line en Hammersmith & City Line. Aldgate werd in 1941 het eindpunt van de Metropolitan-lijn, daarvoor reden de metro's op de Metropolitan-treinen verder naar de zuidelijke eindpunten van de East London Line.

### Circle line
- Tegen de klok in:
  - 6 metro's per uur naar Hammersmith via Aldgate.
- Met de klok mee:
  - 6 metro's per uur naar Edgware Road via Embankment.

### Metropolitan Line
De Metropolitan-lijn is de enige lijn die sneldiensten aanbiedt tijdens de spitsuren (Oostwaarts 06:30-09:30 / Westwaarts 16:00-19:00 uur). Sneldiensten rijden non-stop tussen Wembley Park , Harrow-on-the-Hill en Moor Park. De semi-sneldiensten rijden non-stop tussen Wembley Park en Harrow-on-the-Hill.
De normale dienst omvat: 
- 12 metro's per uur eindigen hier.
- 2 metro's per uur westwaarts naar Amersham (alle stations)
- 2 metro's per uur westwaarts naar Chesham (alle stations)
- 8 metro's per uur westwaarts naar Uxbridge (alle stations)

Daluurdiensten van/naar Watford eindigen in Baker Street.
De spitsdienst omvat: 
- 14 metro's per uur eindigen hier.
- 2 metro's per uur westwaarts naar Amersham (alleen snel in de avondspits)
- 2 metro's per uur westwaarts naar Chesham (alleen snel in de avondspits)
- 4 metro's per uur westwaarts naar Watford (alleen halfsnel in de avondspits)
- 6 metro's per uur westwaarts naar Uxbridge (alle stations)

## Cultuur
- Station Aldgate komt voor in het verhaal The Adventure of the Bruce-Partington Plans van Sherlock Holmes. In het verhaal wordt het lichaam van een junior klerk, genaamd Cadogan West, gevonden op de sporen buiten Aldgate, met een aantal gestolen plannen voor de Bruce-Partington-onderzeeër in zijn zak. Het lijkt overduidelijk dat "de man, dood of levend, uit een trein viel of werd neergeslagen. Holmes vraagt zich echter af waarom de dode man geen kaartje had. Het blijkt dat het lichaam bovenop een rijtuig is gegooid uit een raam van een huis met uitzicht op de Metropolitan Line. Holmes realiseert zich dat het lichaam pas van het dak van het rijtuig viel door de trillingen die ontstaan bij het berijden van de wisselstraat vlakbij Aldgate[3].
- Aldgate wordt ook genoemd in detectiveroman Gideon's Day van John Creasey uit 1955.
- In de film Four in the Morning (1965) met Ann Lynn en Norman Rodway.
- In de film V for Vendetta (2006), met Hugo Weaving en Natalie Portman .

Hammersmith · 
Goldhawk Road · 
Shepherd's Bush Market · 
Wood Lane · 
Latimer Road · 
Ladbroke Grove · 
Westbourne Park · 
Royal Oak · 
Paddington · 
Edgware Road · 
Baker Street · 
Great Portland Street · 
Euston Square · 
King's Cross St. Pancras · 
Farringdon · 
Barbican · 
Moorgate · 
Liverpool Street · 
Aldgate · 
Tower Hill · 
Monument · 
Cannon Street · 
Mansion House · 
Blackfriars · 
Temple · 
Embankment · 
Westminster · 
St. James's Park · 
Victoria · 
Sloane Square · 
South Kensington · 
Gloucester Road · 
High Street Kensington · 
Notting Hill Gate · 
Bayswater · 
Paddington · 
Edgware Road